# Roccafranca
Roccafranca – miejscowość i gmina we Włoszech, w regionie Lombardia, w prowincji Brescia.
Według danych na rok 2004 gminę zamieszkiwało 3746 osób, 197,2 os./km².